# Mozilla Grendel
Mozilla Grendel je poštovní klient a klient pro diskusní skupiny psaný v programovacím jazyku Java. Cílem bylo vytvořit multiplatformní aplikaci s vlastnostmi, které uspokojí zkušené uživatele.
Produkt původně vznikal jako součást projektu Xena (známý též jako „Javagator“) v Netscape Communications. Projekt zůstal nedokončen a po třech letech byl zrušen. Vzhledem k dostupnosti zdrojového kódu se chytla jiná skupina lidí a rozhodla se jej dokončit. Aktuální stav projektu není znám.